# Brésil aux Jeux olympiques
Le Brésil a participé pour la première fois aux Jeux olympiques en 1920 et a participé à chaque olympiades d'été depuis sauf pour les Jeux olympiques d'été de 1928. Le Brésil participe également aux Jeux olympiques d'hiver depuis 1992, mais aucun athlète brésilien n'a remporté une médaille dans les sports d'hiver.
Le Brésil accueille les Jeux olympiques d'été de 2016 dans la ville de Rio de Janeiro, devenant le premier pays sud-américain à organiser les Jeux olympiques.

## Histoire

### Anvers 1920
Pour ses premiers Jeux, le Brésil est représenté par 21 athlètes dans 5 sports différents, mais c'est avec le tir qu'il remporte ses premières médailles : le bronze en pistolet libre à 50 m par équipes avec Dario Barbosa, Afrânio da Costa, Guilherme Paraense, Fernando Soledade et Sebastião Wolf, l'argent en pistolet libre à 50 m grâce à Afrânio da Costa et l'or en pistolet à 30 m grâce à Guilherme Paraense. C'est avec ces trois médailles que le Brésil commencera son aventure aux Jeux olympiques.

## Tableau des médailles

### Par année

Évolution du nombre de médailles remportées par le Brésil aux Jeux olympiques d'été entre 1896 et 2012.

| Année | Médaille d'or, Jeux olympiques | Médaille d'argent, Jeux olympiques | Médaille de bronze, Jeux olympiques | Total | Classement |
| ----- | ------------------------------ | ---------------------------------- | ----------------------------------- | ----- | ---------- |
| 1896  | 0                              | 0                                  | 0                                   | 0     | nc.        |
| 1900  | 0                              | 0                                  | 0                                   | 0     | nc.        |
| 1904  | 0                              | 0                                  | 0                                   | 0     | nc.        |
| 1908  | 0                              | 0                                  | 0                                   | 0     | nc.        |
| 1912  | 0                              | 0                                  | 0                                   | 0     | nc.        |
| 1920  | 1                              | 1                                  | 1                                   | 3     | 15e        |
| 1924  | 0                              | 0                                  | 0                                   | 0     | nc.        |
| 1928  | 0                              | 0                                  | 0                                   | 0     | nc.        |
| 1932  | 0                              | 0                                  | 0                                   | 0     | nc.        |
| 1936  | 0                              | 0                                  | 0                                   | 0     | nc.        |
| 1948  | 0                              | 0                                  | 1                                   | 1     | 34e        |
| 1952  | 1                              | 0                                  | 2                                   | 3     | 24e        |
| 1956  | 1                              | 0                                  | 0                                   | 1     | 24e        |
| 1960  | 0                              | 0                                  | 2                                   | 2     | 39e        |
| 1964  | 0                              | 0                                  | 1                                   | 1     | 35e        |
| 1968  | 0                              | 1                                  | 2                                   | 3     | 35e        |
| 1972  | 0                              | 0                                  | 2                                   | 2     | 41e        |
| 1976  | 0                              | 0                                  | 2                                   | 2     | 36e        |
| 1980  | 2                              | 0                                  | 2                                   | 4     | 17e        |
| 1984  | 1                              | 5                                  | 2                                   | 8     | 19e        |
| 1988  | 1                              | 2                                  | 3                                   | 6     | 24e        |
| 1992  | 2                              | 1                                  | 0                                   | 3     | 25e        |
| 1996  | 3                              | 3                                  | 9                                   | 15    | 25e        |
| 2000  | 0                              | 6                                  | 6                                   | 12    | 52e        |
| 2004  | 5                              | 2                                  | 3                                   | 10    | 16e        |
| 2008  | 3                              | 4                                  | 10                                  | 17    | 23e        |
| 2012  | 3                              | 5                                  | 9                                   | 17    | 22e        |
| 2016  | 7                              | 6                                  | 6                                   | 19    | 13e        |
| 2020  | 7                              | 6                                  | 8                                   | 21    | 12e        |
| 2024  | 3                              | 7                                  | 10                                  | 20    | 20e        |
| Total | 40                             | 49                                 | 81                                  | 170   | 28e        |

### Par sport
| Place | Sport              | Médaille d'or, Jeux olympiques | Médaille d'argent, Jeux olympiques | Médaille de bronze, Jeux olympiques | Total | Record                         |
| 1     | Voile              | 8                              | 3                                  | 8                                   | 19    | 1996: 3 (2/0/1)                |
| 2     | Judo               | 5                              | 4                                  | 19                                  | 28    | 2024 : 4 (1/1/2)               |
| 3     | Athlétisme         | 5                              | 4                                  | 12                                  | 19    | 2008 : 3 (1/0/2)               |
| 4     | Volley-ball        | 5                              | 4                                  | 3                                   | 12    | 2008 et 2012 : 2 (1/1/0)       |
| 5     | Beach-volley       | 4                              | 7                                  | 3                                   | 14    | 2000 : 3 (0/2/1)               |
| 6     | Gymnastique        | 3                              | 5                                  | 2                                   | 10    | 2024 : 4 (1/2/1)               |
| 7     | Football           | 2                              | 6                                  | 2                                   | 10    | 2008 : 2 (0/1/1)               |
| 8     | Natation           | 2                              | 4                                  | 11                                  | 17    | 2008 : 2 (1/0/1)               |
| 9     | Boxe               | 2                              | 2                                  | 5                                   | 9     | 2020 : 3 (1/1/1)               |
| 10    | Canoë-kayak        | 1                              | 3                                  | 1                                   | 5     | 2016 : 3 (0/2/1)               |
| 11    | Tir                | 1                              | 2                                  | 1                                   | 4     | 1920 : 3 (1/1/1)               |
| 12    | Surf               | 1                              | 1                                  | 1                                   | 3     | 2020: 2 (0/1/1)                |
| 13    | Équitation         | 1                              | 0                                  | 2                                   | 3     | 2004 : 1 (1/0/0)               |
| 14    | Skateboard         | 0                              | 3                                  | 2                                   | 5     | 2020: 3 (0/3/0)                |
| 15    | Basket-ball        | 0                              | 1                                  | 4                                   | 5     | 1996 : 1 (0/1/0)               |
| 16    | Taekwondo          | 0                              | 0                                  | 3                                   | 3     | 2008, 2016 et 2024 : 1 (0/0/1) |
| 17    | Tennis             | 0                              | 0                                  | 1                                   | 1     | 2020: 1                        |
| 18    | Pentathlon moderne | 0                              | 0                                  | 1                                   | 1     | 2012 : 1 (0/0/1)               |
| Total | Total              | 40                             | 49                                 | 81                                  | 170   |                                |